# La Rivière sauvage
Pour plus de détails, voir Fiche technique et Distribution.
La Rivière sauvage (The River Wild) est un film américain réalisé par Curtis Hanson, sorti en 1994.

## Synopsis
Gail Hartman, passionnée de nature et d’exploits sportifs, a passé sa jeunesse à parcourir en canot les rivières sauvages du Montana. Avec des guides expérimentés, elle a même descendu le Gauntlet, une redoutable succession de rapides. D’autres jeunes gens ayant été tués ou blessés en voulant renouveler l’exploit, le rafting y est désormais interdit. Pour l’anniversaire de son fils Roarke, Gail se contentera donc de l’emmener canoter sur la partie plus paisible de la rivière. Après avoir laissé la cadette, Willa, à la garde de ses parents, elle voit Tom, son mari, se joindre à l’expédition avec surprise. En effet, architecte et absorbé par son métier, il n’avait pas participé aux dernières sorties familiales. Quelques minutes avant eux, deux inconnus, Wade et Terry, embarquent dans un autre canot accompagnés d’un guide, Frank.
Un peu plus tard, Gail, Tom et Roarke retrouvent Wade et Terry à un détour de la rivière : ils « expliquent » que Frank, les a abandonnés à la suite d’une altercation et ils comptent sur Gail pour les aider à continuer leur périple. La jeune femme n’est pas insensible au charme de Wade, qui sympathise aussi avec Roarke. Seul Tom reste méfiant : il s’avère que Wade et Terry sont les auteurs d’un hold-up et qu’ils ont assassiné Frank, censé les conduire en bateau près de la frontière canadienne. Après que Gail et sa famille décident de s'enfuir, méfiants envers les deux hommes, elle et les siens sont désormais les otages des deux malfaiteurs. Une tentative pour alerter Johnny, un garde en patrouille sur la rivière et vieille connaissance, échoue. La nuit, ayant essayé en vain, de subtiliser l’arme de Terry, Tom s’enfuit, poursuivi par Wade, qui tire sur lui alors qu'il escalade une falaise et tombe dans l'eau.
Wade annonce qu'il a « tué » le mari à son complice, mais Tom est bel et bien vivant, car il n'a pas été touché par la balle du revolver. Tom les suit le long des berges, suivi par la chienne de la famille, Maggie, que les criminels ont laissée sur la terre ferme pour effectuer le parcours du canot. Malgré les mises en garde de Gail, Wade s’obstine à vouloir franchir le Gauntlet. Il n'hésite pas à tuer Johnny, qui voulait les empêcher d'y passer. Grâce au sang-froid et à l’habileté de la jeune femme, ils réussissent à passer les rapides. Tom, qui les y attendait, laisse des messages, d'abord de fumée, que Gail et Roarke remarquent ainsi qu'un message écrit en langue des signes, et il se porte au secours des siens. Voyant la vie de son mari menacée, Gail, malgré ses réticences, finit par abattre Wade avec le revolver, juste avant l'arrivée des policiers et l'arrestation de Terry. Gail et les siens sont enfin libres, durement éprouvés par cette épreuve, mais plus soudés que jamais.

## Fiche technique
- Titre original : The River Wild
- Titre français : La Rivière sauvage
- Réalisation : Curtis Hanson
- Scénario : Dennis O'Neill
- Musique : Jerry Goldsmith
- Direction artistique : Mark W. Mansbridge
- Décors : Bill Kenney
- Costumes : Marlene Stewart
- Photographie : Robert Elswit
- Montage : David Brenner et Joe Hutshing
- Production : David Foster et Lawrence Turman
- Production déléguée : Raymond Hartwick et Ilona Herzberg
- Coproduction : Dennis O'Neill
- Sociétés de production : Turman-Foster Company, Universal Pictures et David Foster Productions
- Sociétés de distribution : Universal Pictures (États-Unis), United International Pictures (France)
- Budget : 45 000 000 $[1]
- Pays de production :  États-Unis
- Langues originales : anglais, langue de signes
- Format : couleur - 35 mm - ratio : 2,35:1 - son DTS-Stereo, DTS et Dolby SR
- Genre : aventure, thriller
- Durée : 108 minutes
- Dates de sortie :
  - États-Unis : 25 septembre 1994 (avant-première à Hollywood) ; 30 septembre 1994 (sortie nationale)
  - France : 1er février 1995
- Classification[2] :
  - États-Unis : PG-13[N 1]
  - France : tous publics avec avertissement

## Distribution
- Meryl Streep (VF : Évelyn Séléna) : Gail Hartman
- Kevin Bacon (VF : Bernard Gabay) : Wade
- David Strathairn (VF : Jean-Luc Kayser) : Tom Hartman
- John C. Reilly (VF : Bernard-Pierre Donnadieu) : Terry
- Benjamin Bratt (VF : Franck Capillery) : Johnny, le garde
- Elizabeth Hoffman : la mère de Gail
- Diane Delano : un ranger
- Glenn Morshower : le policier
- Victor Galloway : le père de Gail
- Stephanie Sawyer : Willa Hartman
- William Lucking : Frank
- Joseph Mazzello (VF : Dimitri Rougeul) : Roarke Hartman

## Production

### Développement et attribution des rôles
Carrie Fisher était, de façon non créditée, script doctor pour ce film.
Sam Neill a décliné le rôle de Tom Hartman. Meryl Streep et David Strathairn avaient déjà joué ensemble dans Le Mystère Silkwood en 1983. Il s'agit de la première collaboration entre Curtis Hanson et David Strathairn puisqu'ils se retrouveront, en 1997, pour L.A. Confidential. Benjamin Bratt retrouvera Kevin Bacon en 2004 dans The Woodsman.

### Tournage
Le tournage s'est déroulé du 25 juillet au 9 novembre 1993, à Boston (Massachusetts), dans le parc national de Glacier (Montana), Grants Pass (Oregon), Kootenay River, (Libby, Montana), Libby (Montana), Massachusetts, Middle Fork of the Flathead River, (Kalispell, Montana), Montana, Oregon et Upper Rogue River (Oregon).
Meryl Streep désirait faire ses débuts dans le film d'action avant d'être trop âgée pour cela. Pour le film, elle suivit un solide entraînement de rafting. Elle fut à même d'exécuter 90 % de ses cascades. Pour les passages les plus difficiles, elle était doublée par la championne de rafting Kelley Kalafatich.

## Box-office
| Pays ou région    | Box-office      | Date d'arrêt du box-office | Nombre de semaines |
| ----------------- | --------------- | -------------------------- | ------------------ |
| États-Unis Canada | 46 816 343 $    |                            |                    |
| France            | 561 852 entrées |                            | -                  |
| Total mondial     | 94 216 343 $    | -                          | -                  |

## Nominations
- Golden Globes 1995 :
  - Meilleure actrice pour Meryl Streep)
  - Meilleur acteur dans un second rôle pour Kevin Bacon
- Screen Actors Guild Awards 1995 : meilleure actrice pour Meryl Streep

## Commentaires
- Dans le film, Kevin Bacon porte une casquette qu'il offre au fils de Meryl Streep avant de discuter du groupe Jane's addiction. Sur cette casquette est inscrit Lollapalooza Il s'agit d'un festival de musique dans lequel s'est produit le groupe en 1991.
- Maurice Jarre a été engagé pour enregistrer la musique du film, mais celle-ci a été rejetée par la production et remplacée par une nouvelle composition de Jerry Goldsmith écrite en seulement 14 jours.
- Le compositeur s'est inspiré pour son thème principal d'une mélodie traditionnelle anglo-irlandaise, The Water Is Wide, collectée dès le XVIIe siècle siècle dans les pays celtiques. Cette ballade mélancolique évoque l’image d’un oranger planté sur le sol irlandais, symbole d’un amour ou d’un espoir impossible[7]. Il est repris pendant le générique de fin par le groupe « The Cowboy Junkies ». En France, la chanson s'intitule La Balade irlandaise. Écrite par Eddy Marnay et composée par Émile Stern, elle a été interprétée pour la première fois par Bourvil en 1958[8].